# Market khodhra
La market khodhra est un ragoût traditionnel tunisien, composé de viande de veau, d'épinards, de blettes, de persil et de pois chiches.